# Schistura
Schistura ist eine Gattung von Süßwasserfischen aus der Familie der Bachschmerlen (Nemacheilidae). Mit etwa 200 Arten ist es die artenreichste Gattung der Familie. Schistura-Arten kommen vom Iran bis China in Süd-, Südost- und Ostasien vor. Ihr wissenschaftlicher Name kommt aus dem griechischen („schizein“  = teilen + „oura“ = Schwanz) und wurde wegen der gegabelten Schwanzflosse vergeben.

## Merkmale
Wie alle Bachschmerlen sind die Schistura-Arten kleine bodennah lebende Fische, die einen langgestreckten, im Querschnitt annähernd runden oder ovalen Körper besitzen. Zu den Kennzeichen der Gattung gehören ein schwarzer Streifen, zwei Flecken oder ein Flecken und ein Streifen an der Schwanzflossenbasis, sowie ein oder zwei schwarze Flecken an der Rückenflossenbasis. Die Nasenöffnungen stehen nah beieinander, die vorderen haben an ihrer Vorderseite einen Hautlappen. Die Unterlippe hat in der Regel ein paar Furchen und ist mittig geteilt. Die Schwimmblase hat normalerweise keinen freistehenden hinteren Abschnitt.

## Arten
| - Schistura acuticephalus (Hora, 1929) - Schistura afasciata Mirza & Banarescu, 1981 - Schistura albisella Kottelat, 2017 - Schistura alepidota (Mirza & Banarescu, 1970) - Schistura alta Nalbant & Bianco, 1998 - Schistura alticrista Kottelat, 1990 - Schistura altipedunculatus (Banarescu & Nalbant, 1968) - Schistura amplizona Kottelat, 2000 - Schistura anambarensis (Mirza & Banarescu, 1970) - Schistura antennata Freyhof & Serov, 2001 - Schistura aramis Kottelat, 2000 - Schistura arifi Mirza & Banarescu, 1981 - Schistura athos Kottelat, 2000 - Schistura atra Kottelat, 1998 - Schistura bachmaensis Freyhof & Serov, 2001 - Schistura bairdi Kottelat, 2000 - Schistura balteata (Rendahl, 1948) - Schistura bampurensis (Nikolskii, 1900) - Schistura bannaensis Chen, Yang & Qi, 2005 - Schistura beavani (Günther, 1868) - Schistura bella Kottelat, 1990 - Schistura bolavenensis Kottelat, 2000 - Schistura breviceps (Smith, 1945) - Schistura bucculenta (Smith, 1945) - Schistura callichromus (Zhu & Wang, 1985) - Schistura carbonaria Freyhof & Serov, 2001 - Schistura cataracta Kottelat, 1998 - Schistura caudofurca (Mai, 1978) - Schistura ceyhanensis Erk'Akan, Nalbant & Özeren, 2007 - Schistura chapaensis (Rendahl, 1944) - Schistura chindwinica (Tilak & Husain, 1990) - Schistura chrysicristinae Nalbant, 1998 - Schistura cincticauda (Blyth, 1860) - Schistura clatrata Kottelat, 2000 - Schistura colossa Kottelat, 2017 - Schistura conirostris (Zhu, 1982) - Schistura corica (Hamilton, 1822) - Schistura coruscans Kottelat, 2000 - Schistura crabro Kottelat, 2000 - Schistura crassa Kottelat, 2017 - Schistura cristata (Berg, 1898) - Schistura cryptofasciata Chen, Kong & Yang, 2005 - Schistura curtistigma Mirza & Nalbant, 1981 - Schistura dalatensis Freyhof & Serov, 2001 - Schistura daubentoni Kottelat, 1990 - Schistura dayi (Hora, 1935) - Schistura deansmarti Vidthayanon & Kottelat, 2003 - Schistura defectiva Kottelat, 2000 - Schistura deignani (Smith, 1945) - Schistura denisoni (Day, 1867) - Schistura desmotes (Fowler, 1934) - Schistura disparizona Zhou & Kottelat, 2005 - Schistura dorsizona Kottelat, 1998 - Schistura dubia Kottelat, 1990 - Schistura ephelis Kottelat, 2000 - Schistura evreni Erk'Akan, Nalbant & Özeren, 2007 - Schistura fascimaculata Mirza & Nalbant, 1981 - Schistura fasciolata (Nichols & Pope, 1927) - Schistura finis Kottelat, 2000 - Schistura fowleriana (Smith, 1945) - Schistura fusinotata Kottelat, 2000 - Schistura geisleri Kottelat, 1990 - Schistura globiceps Kottelat, 2000 - Schistura harnaiensis (Mirza & Nalbant, 1969) - Schistura hingi (Herre, 1934) - Schistura horai (Menon, 1952) - Schistura humilis (Lin, 1932) - Schistura huongensis Freyhof & Serov, 2001 - Schistura imitator Kottelat, 2000 - Schistura implicata Kottelat, 2000 - Schistura incerta (Nichols, 1931) - Schistura indawgyiana (Kottelat, 2017) - Schistura irregularis Kottelat, 2000 - Schistura isostigma Kottelat, 1998 - Schistura jarutanini Kottelat, 1990 - Schistura kampucheensis Bohlen et al., 2016 - Schistura kangjupkhulensis (Hora, 1921) - Schistura kaysonei Vidthayanon & Jaruthanin, 2002 - Schistura kengtungensis (Fowler, 1936) - Schistura kessleri (Günther, 1889) - Schistura khamtanhi Kottelat, 2000 - Schistura khugae Vishwanath & Shanta, 2004 - Schistura kloetzliae Kottelat, 2000 - Schistura klydonion Kottelat, 2017 - Schistura kohatensis Mirza & Banarescu, 1981 - Schistura kohchangensis (Smith, 1933) - Schistura kongphengi Kottelat, 1998 - Schistura kontumensis Freyhof & Serov, 2001 - Schistura kottelati Ho, Hoang & Ngo 2018 - Schistura larketensis Choudhury et al., 2017 - Schistura laterimaculata Kottelat, 1990 - Schistura latidens Kottelat, 2000 - Schistura latifasciata (Zhu & Wang, 1985) - Schistura lepidocaulis Mirza & Nalbant, 1981 - Schistura leukensis Kottelat, 2000 - Schistura liyaiensis Lokeshwor & Vishwanath, 2014 - Schistura lindbergi (Banarescu & Mirza, 1965) - Schistura longa (Zhu, 1982) - Schistura machensis (Mirza & Nalbant, 1970) - Schistura macrocephalus Kottelat, 2000 - Schistura macrolepis Mirza & Banarescu, 1981 - Schistura macrotaenia (Yang, 1990) - Schistura maculiceps (Roberts, 1989) | - Schistura madhavai Sudasinghe, 2017 - Schistura maepaiensis Kottelat, 1990 - Schistura magnifluvis Kottelat, 1990 - Schistura mahnerti Kottelat, 1990 - Schistura malaisei Kottelat, 1990 - Schistura manipurensis (Chaudhuri, 1912) - Schistura megalodon Endruweit, 2014 - Schistura melarancia Kottelat, 2000 - Schistura menanensis (Smith, 1945) - Schistura microlabra Mirza & Nalbant, 1981 - Schistura minutus Vishwanath & Shanta Kumar, 2006 - Schistura mizoramensis Lalramliana et al., 2014 - Schistura moeiensis Kottelat, 1990 - Schistura montana McClelland, 1838 - Schistura musa Kottelat, 2017 - Schistura nagaensis (Menon, 1987) - Schistura nagodiensis Sreekantha, Gururaja, Remadevi, Indra & Ramachandra, 2006 - Schistura nalbanti (Banarescu & Mirza, 1972) - Schistura namboensis Freyhof & Serov, 2001 - Schistura namiri (Krupp & Schneider, 1991) - Schistura nandingensis (Zhu & Wang, 1985) - Schistura naseeri (Ahmad & Mirza, 1963) - Schistura nasifilis (Pellegrin, 1936) - Schistura nicholsi (Smith, 1933) - Schistura nielseni Nalbant & Bianco, 1998 - Schistura niulanjiangensis Chen, Lu & Mao, 2006 - Schistura nomi Kottelat, 2000 - Schistura notostigma (Bleeker, 1863) - Schistura novemradiata Kottelat, 2000 - Schistura nubigena Kottelat, 2017 - Schistura nudidorsum Kottelat, 1998 - Schistura obeini Kottelat, 1998 - Schistura oedipus (Kottelat, 1988) - Schistura orthocauda (Mai, 1978) - Schistura pakistanica (Mirza & Banarescu, 1969) - Schistura papulifera Kottelat, Harries & Proudlove, 2007 - Schistura paraxena Endruweit, 2017 - Schistura paucicincta Kottelat, 1990 - Schistura paucifasciata (Hora, 1929) - Schistura personata Kottelat, 2000 - Schistura pertica Kottelat, 2000 - Schistura pervagata Kottelat, 2000 - Schistura poculi (Smith, 1945) - Schistura porthos Kottelat, 2000 - Schistura prashadi (Hora, 1921) - Schistura prashari (Hora, 1933) - Schistura pridii Vidthayanon, 2003 - Schistura procera Kottelat, 2000 - Schistura pseudofasciolata Zhou & Cui, 1993 - Schistura psittacula Freyhof & Serov, 2001 - Schistura punctifasciata Kottelat, 1998 - Schistura punjabensis (Hora, 1923) - Schistura quaesita Kottelat, 2000 - Schistura quasimodo Kottelat, 2000 - Schistura rara (Zhu & Cao, 1987) - Schistura rebuw Choudhury et al., 2019 - Schistura reidi (Smith, 1945) - Schistura rendahli (Banarescu & Nalbant, 1968) - Schistura reticulata Vishwanath & Nebeshwar, 2004 - Schistura reticulofasciata (Singh & Banarescu, 1982) - Schistura rikiki Kottelat, 2000 - Schistura robertsi Kottelat, 1990 - Schistura rupecula McClelland, 1838 - Schistura russa Kottelat, 2000 - Schistura samantica (Banarescu & Nalbant, 1978) - Schistura sargadensis (Nikolskii, 1900) - Schistura savona (Hamilton, 1822) - Schistura scaturigina McClelland, 1839 - Schistura schultzi (Smith, 1945) - Schistura semiarmata (Day, 1867) - Schistura sertata Kottelat, 2000 - Schistura sexcauda (Fowler, 1937) - Schistura seyhanicola Erk'Akan, Nalbant & Özeren, 2007 - Schistura shadiwalensis Mirza & Nalbant, 1981 - Schistura sharavathiensis Sreekantha, Gururaja, Remadevi, Indra & Ramachandra, 2006 - Schistura sigillata Kottelat, 2000 - Schistura sijuensis (Menon, 1987) - Schistura similis Kottelat, 1990 - Schistura sirindhornae Suvarnaraksha, 2015 - Schistura sokolovi Freyhof & Serov, 2001 - Schistura sombooni Kottelat, 1998 - Schistura spekuli Kottelat, 2004 - Schistura spiesi Vidthayanon & Kottelat, 2003 - Schistura spiloptera (Valenciennes, 1846) - Schistura spilota (Fowler, 1934) - Schistura stala Endruweit, 2017 - Schistura suber Kottelat, 2000 - Schistura susannae Freyhof & Serov, 2001 - Schistura systomos (Kottelat, 2017) - Schistura tenura Kottelat, 2000 - Schistura thanho Freyhof & Serov, 2001 - Schistura tigrinum Vishwanath & Nebeshwar Sharma, 2005 - Schistura tirapensis Kottelat, 1990 - Schistura tizardi Kottelat, 2000 - Schistura thavonei Kottelat, 2017 - Schistura tubulinaris Kottelat, 1998 - Schistura vinciguerrae (Hora, 1935) - Schistura waltoni (Fowler, 1937) - Schistura wanlainensis Kottelat, 2017 - Schistura xhatensis Kottelat, 2000 - Schistura yersini Freyhof & Serov, 2001 - Schistura zonata McClelland, 1839 |

Anfang 2019 werden 241 Bachschmerlenarten in die Gattung Schistura gestellt. Sie ist allerdings nicht monophyletisch, sondern zerfällt in drei Kladen. Eine bildet zusammen mit Sectoria heterognathos die Schwestergruppe von Homatula, die zweite Klade umfasst verschiedene Schistura-Arten zusammen mit Turcinoemacheilus kosswigi und Nemacheilus corica und die dritte besteht aus Schistura-Arten die im Stromgebiet des Mae Klong im westlichen Thailand vorkommen.

## Belege
1. ↑  Ho Anh Tuan, Hoang Ngoc Thao, Ngo Xuan Quang: Schistura kottelati, a new species of loach from the Phong Nha-Kẻ Bàng National  Park  in  central Vietnam  (Teleostei:  Nemacheilidae). Raffles Bulletin of Zoology 66, 2018; S. 142–148. (Volltext)
2. ↑  Katherine Sgouros, Lawrence M. Page, Sarah A. Orlofske and Robert C. Jadin. 2019. A Revised Molecular Phylogeny Reveals Polyphyly in Schistura (Teleostei: Cypriniformes: Nemacheilidae). Zootaxa. 4559(2); 349–362. DOI: 10.11646/zootaxa.4559.2.8